# Platycoelia prasina
Platycoelia prasina är en skalbaggsart som beskrevs av Wilhelm Ferdinand Erichson 1847. Platycoelia prasina ingår i släktet Platycoelia och familjen Rutelidae. Inga underarter finns listade i Catalogue of Life.